# テンプルバー (ダブリン)
テンプルバー（愛: Barra an Teampaill、英: Temple Bar）は、アイルランドのダブリン2区にある地区。

## 概要
北はリフィー川、南はデイム通り、東はウェストモアランド通り、西はフィッシャンブル通りに囲まれている。ダブリンの「カルチャー地区（Cultural Quarter）」として推進されており、ダブリン市内中心部のナイトライフの中心地、観光地としての役割を果たしている。

## 歴史
中世時代には、セント・アンドリュース・パリッシュと呼ばれていた。ダブリン郊外で、城壁の外側に位置していた。しかし、14世紀には先住民の攻撃にさらされていたため、この地区は廃墟と化した。
17世紀には再び再開発され、イギリスの裕福な家庭のための庭園が作られた。当時、リフィー川の海岸線は、エセックス通り、テンプルバー、フリート通りで形成された線に沿って、現在のリフィー川のさらに内陸を走っていた。川側の湿地帯の土地は、徐々に壁に囲まれて埋め立てられ、海岸線であった場所に家を建てることができるようになった。しかし、干拓地には岸壁がなく、家々の裏庭が水際まで続いていた（1812年までは、これらの裏庭はウェリントン岸壁に置き換えられていない）。その後、家々の前面は新しい通りを構成していた。1673年に出版されたオランダ軍工兵のベルナール・ド・ゴンメのダブリン地図で、埋め立てられた土地に「テンプルバー」と初めて言及されている。近くには他にもダマス通り（現在のデイム通り）やダーティ路地（現在のテンプル・サウス路地）などが言及されている。
テンプルバーの名称は、1600年代初頭に先祖のウィリアム・テンプルがそこに家と庭園を建てたテンプル家に由来していると考えられている。テンプルは1599年にエセックス伯ロバート・デヴァルーの遠征軍と共にアイルランドに渡り、秘書を務めた（それ以前はフィリップ・シドニー卿が戦死するまで秘書を務めていた）。1601年にエセックス伯が反逆罪で斬首された後、テンプルは「私生活に引きこもった」が、その後ダブリン大学トリニティ・カレッジの学長になるよう勧誘され、1609年から1627年に72歳で死亡するまで務めた。ウィリアム・テンプルの息子ジョンは、1641年に先住民の反乱を非難した論説の著者となった。ジョンの息子ウィリアム・テンプルはイギリスの政治家になった。

しかし、このような系譜にもかかわらず、テンプルバー通りの名前は、中世にさかのぼってロンドンへの主要な料金所があった繁華街テンプルバー地区から直接借りているようである。
ダブリンのテンプルバーと同じく、ロンドンのテンプルバーは西のエセックス通りと東のフリート通りに隣接している。このことから、ダブリンのテンプルバーは、ロンドンの歴史的なテンプル地区に倣って最初に命名されたことはほぼ間違いないとされている。しかし、ダブリンでテンプルバーという名前を使った二次的な理由は、この地域で最も有名な一族の一人に言及したもので、言葉遊びのようなものとされている。あるいは、テンプルバーは「ロンドンと家主に敬意を表している」ともされている。
テンプルバー付近のフィッシャンブル通りは、1742年4月13日にヘンデルの『メサイア』の初演が行われた場所である。毎年同じ日、同じ場所でメサイアの公演が行われている。1791年にユースタス通りの酒場で開かれた会合で、共和党の革命グループである連合アイルランド人協会が結成された。
18世紀のテンプルバーは、ダブリンの売春の中心地だった。19世紀には、この地区の人気は徐々に落ち込み、20世紀には、多くの廃墟となった建物が立ち並ぶ都心の荒廃に見舞われた。
1980年代には、国有の交通会社であるアイルランド交通システム（CIÉ）が土地を買い取り、取り壊し、バスターミナルを建設することを提案した。計画段階中、購入した建物は低家賃で貸し出され、小店やアーティスト、ギャラリーなどが集まってきた。アイルランドのナショナルトラスト、住民、商人の抗議により、バスターミナル計画は中止されたが、当時のチャールズ・ホーヒー首相が資金確保の責任者となり、1991年に政府はテンプルバー・プロパティーズという非営利会社を設立し、ダブリンの文化的地区としての再生を監督した。
1999年には、主に酔っ払いの暴言が原因で、テンプルバーでの「スタッグ・パーティー（男性の結婚前夜に男同士が集まるパーティー）」と「ヘン・ナイト（女性の結婚前夜に女同士が集まるパーティー）」が禁止されると言われていたが、失効した。しかし、夜の騒音や反社会的な行動は、今もなお問題となっている。

## 現在

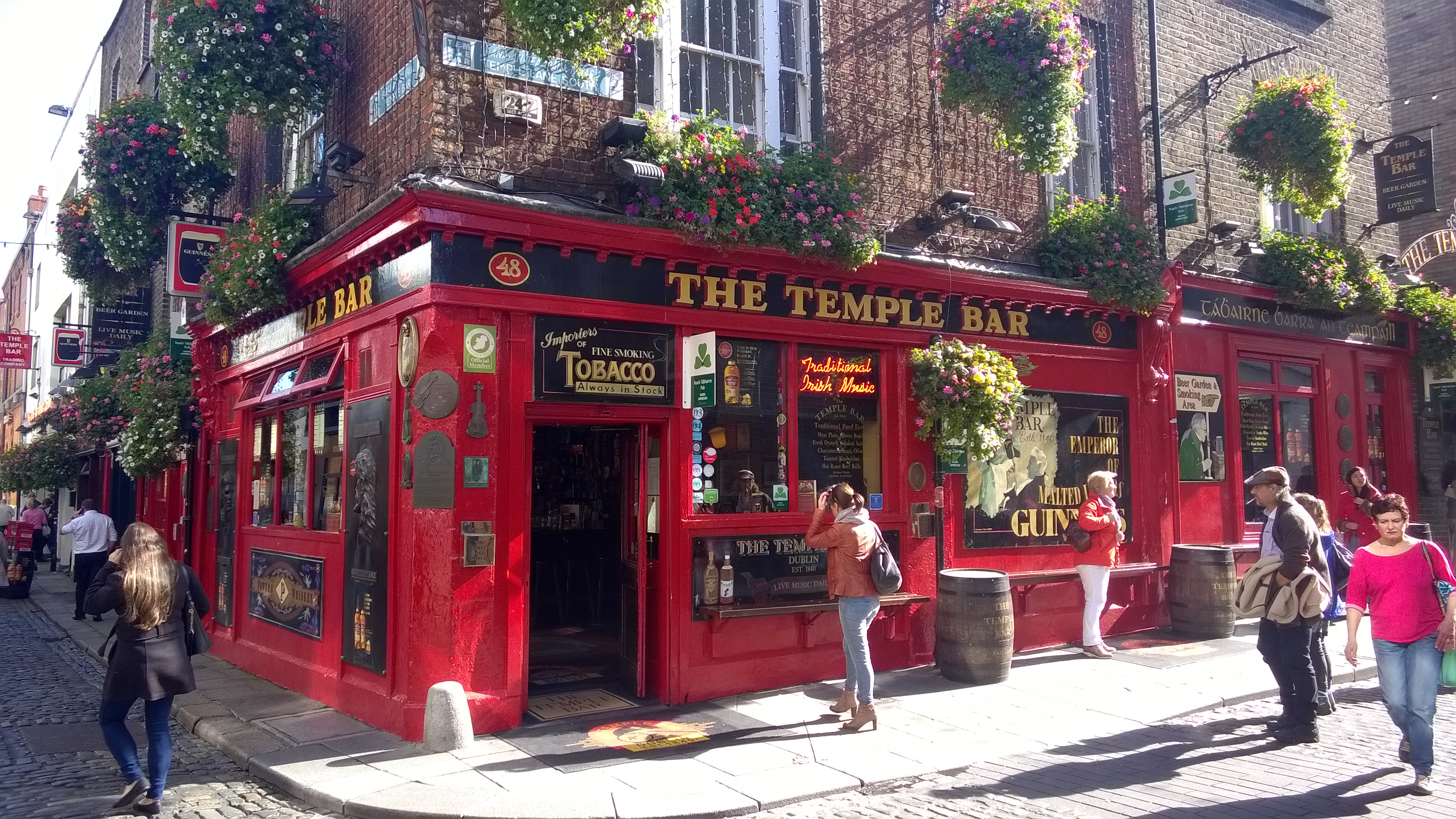
テンプルバー・パブ

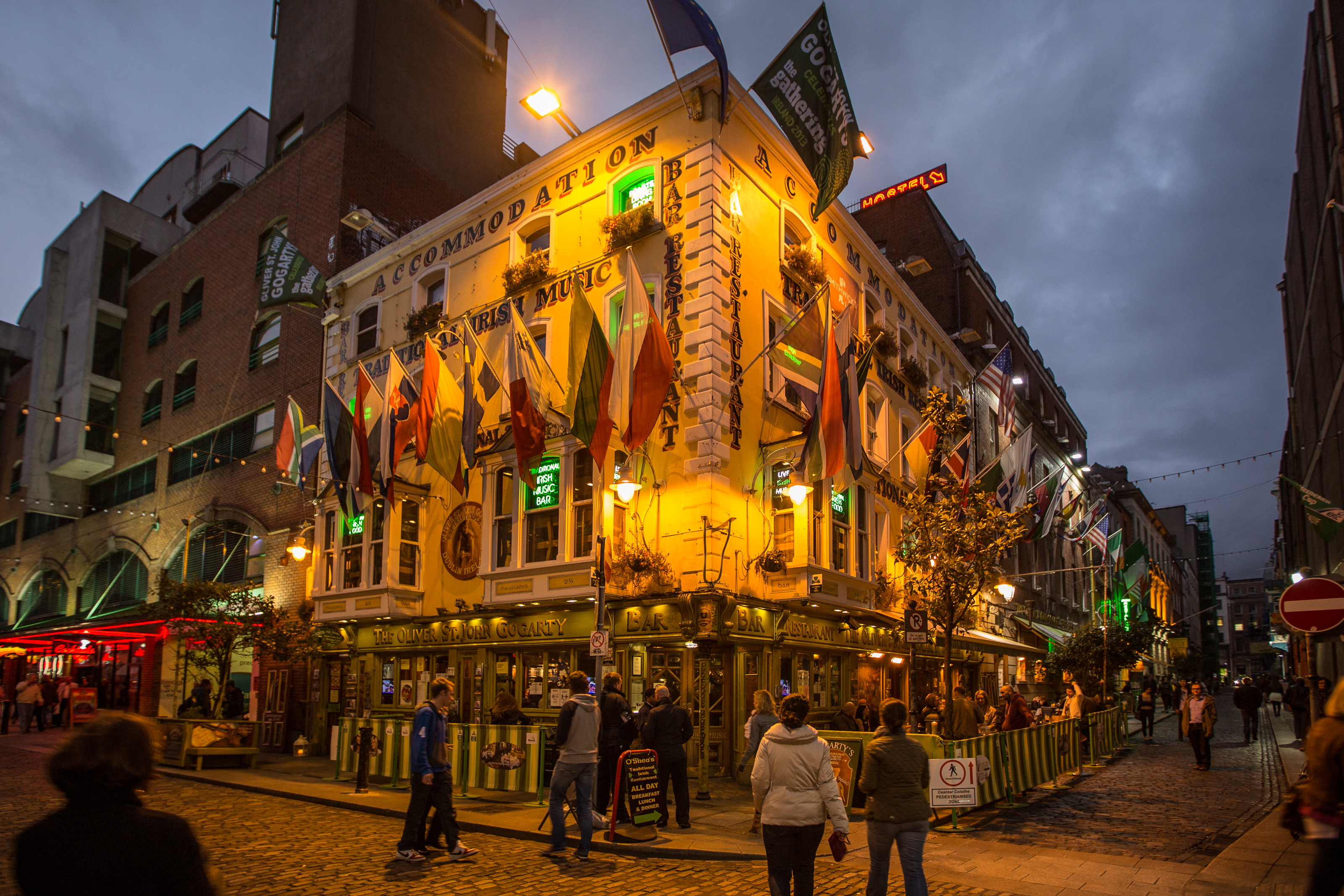
オリバー・セント・ジョン・ゴガティー・パブ

この地区には、アイリッシュ・フォトグラフィー・センター（ダブリン写真研究所、国立写真アーカイブ、写真ギャラリーを含む）、アーク児童文化センター、アイルランド映画協会（アイルランド映画アーカイブを含む）、ボタン工場、アートハウス・マルチメディア・センター、テンプルバー・ギャラリー＆スタジオ、プロジェクト・アート・センター、ガイエティ演劇学校、IBATカレッジ、ニュー・シアター、アイルランド証券取引所など、多くの文化機関がある。
日が暮れると、テンプルバーはナイトライフの中心地となり、様々な観光客向けのナイトクラブ、レストラン、バーがある。この地区のパブには、テンプルバー・パブ（The Temple Bar Pub）、ポーターハウス（The Porterhouse）、オリバー・セント・ジョン・ゴガティー（The Oliver St. John Gogarty）、タークス・ヘッド（The Turk's Head）、チェコ・イン（Czech Inn）、クエイズ・バー（The Quays Bar）、フォギー・デュー（The Foggy Dew）、オールド・ダブリナー（Auld Dubliner）、スタッグス・ヘッド（Stag's Head）、バッド・ボブス（Bad Bobs）などがある。
この地区には、ミートリングハウス広場と中央のテンプルバー広場の2つの広場が改装されている。テンプルバー広場では、土日にテンプルバー・ブック・マーケットが開催される。ミートリングハウス広場は、近くのクエーカー・ミーティング・ハウスにちなんで名づけられた広場で、夏の間は屋外で映画の上映会が行われる。2004年夏以降、ミートハウス広場には「講演者広場（Speaker's Square）」計画や、土曜日には「テンプルバー・フード・マーケット」も開催されている。
「カウズレーン・マーケット」は、土曜日にカウズレーンで開催されるファッションとデザインのマーケットである。
13世紀に建てられたアウグスティヌス教の聖三位一体の修道院の一部は、「フライアリー」(Friary、修道士の意)と呼ばれるアパートやレストランの複合施設の中で見ることができる。

## 大衆文化
ボリウッド映画『タイガー 伝説のスパイ』のダンスシーンがこの地区で撮影された。アイルランドのシンガーソングライター、ビリー・トレイシーはテンプルバーについての曲を書き、カントリー歌手のネイサン・カーターやアイルランドのロックバンド、コーダラインは『テンプルバー』という曲をリリースしている。